# Oude Stadsbegraafplaats Leeuwarden

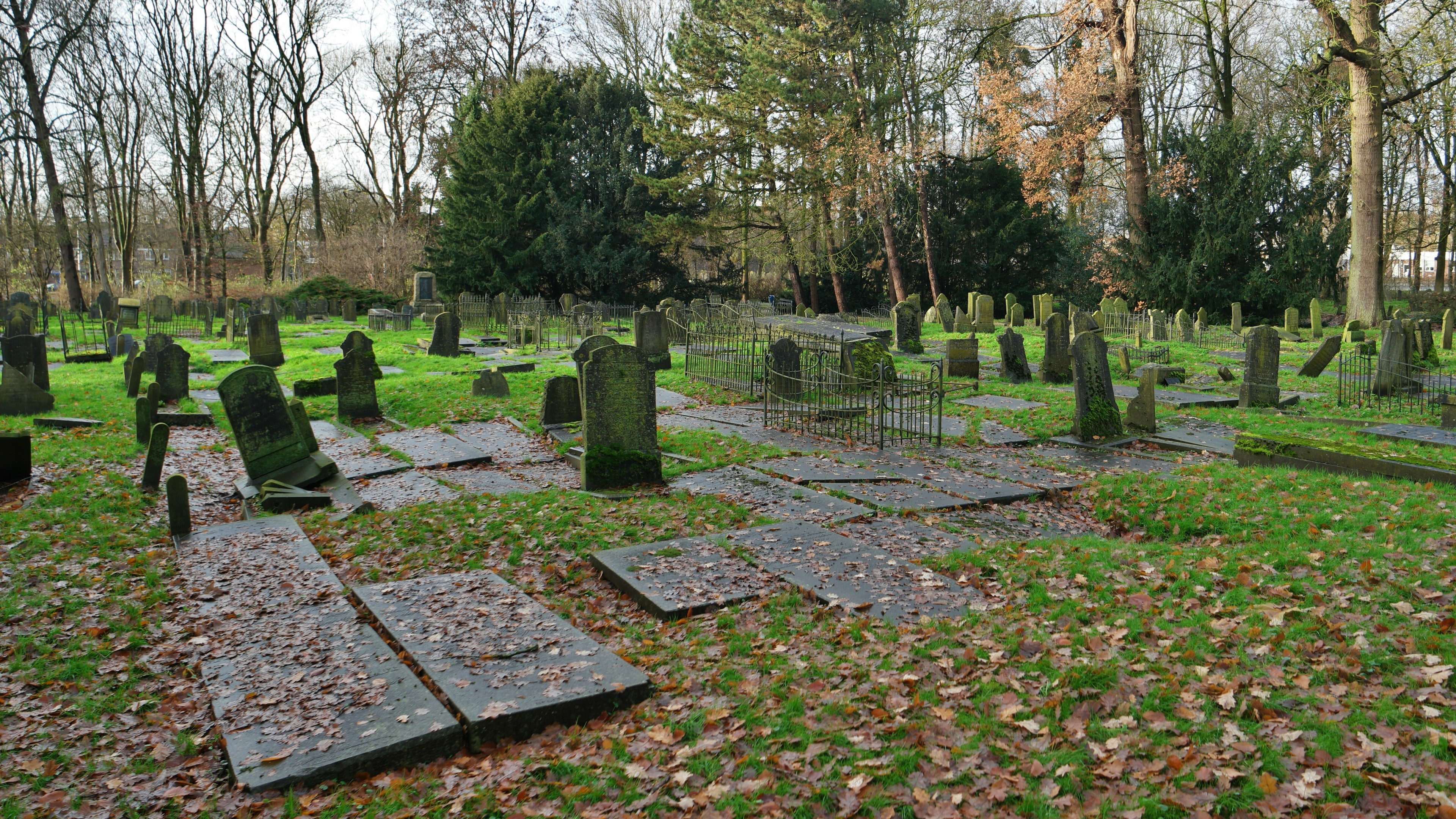
Begraafplaats met grafstenen

De Oude Stadsbegraafplaats Leeuwarden is  de algemene begraafplaats aan de Spanjaardslaan in de stad Leeuwarden. 

## Geschiedenis
Na 1829 kon het Oldehoofsterkerkhof, de Westerkerk en de Galileërkerk niet meer worden gebruikt. De nieuwe begraafplaats buiten de bebouwde kom werd aangelegd op de terp Fiswerd. Het ontwerp voor de begraafplaats werd in 1830 gemaakt door tuinarchitect Lucas Pieters Roodbaard. De Joodse begraafplaats kwam aan de westzijde te liggen. Een gemetselde dambrug met ijzeren toegangshek (1832) naar ontwerp van Jaane van der Wielen geeft toegang tot de begraafplaats. De twee poorthuisjes met zuilenportico's naar een ontwerp van architect Isaäc Warnsinck waren bedoeld als doodgraverswoningen annex bergruimte voor baren en gereedschappen. De algemene begraafplaats werd in 1833 geopend. Het electisch-classicistische lijken- en schijndodenhuis aan de oostzijde werd in 1874 gebouwd naar ontwerp van Thomas Adrianus Romein.
Na opening van de Noorderbegraafplaats in 1919 werden er geen nieuwe graven meer uitgegeven. De begraafplaats aan de Spanjaardslaan, sinds 1967 een rijksmonument, werd op 31 december 1969 gesloten. Uiteindelijk zijn er bijna 50.000 mensen begraven. In 1996 werd de Stichting Oude Stadsbegraafplaats Leeuwarden opgericht. In 2007 probeerde de gemeente geld te krijgen voor de restauratie van de begraafplaats via het   televisieprogramma BankGiro Loterij Restauratie, maar er werd niet gewonnen. Voor het toegangshek ligt een steen met een tekst van dichter Jean Pierre Rawie.

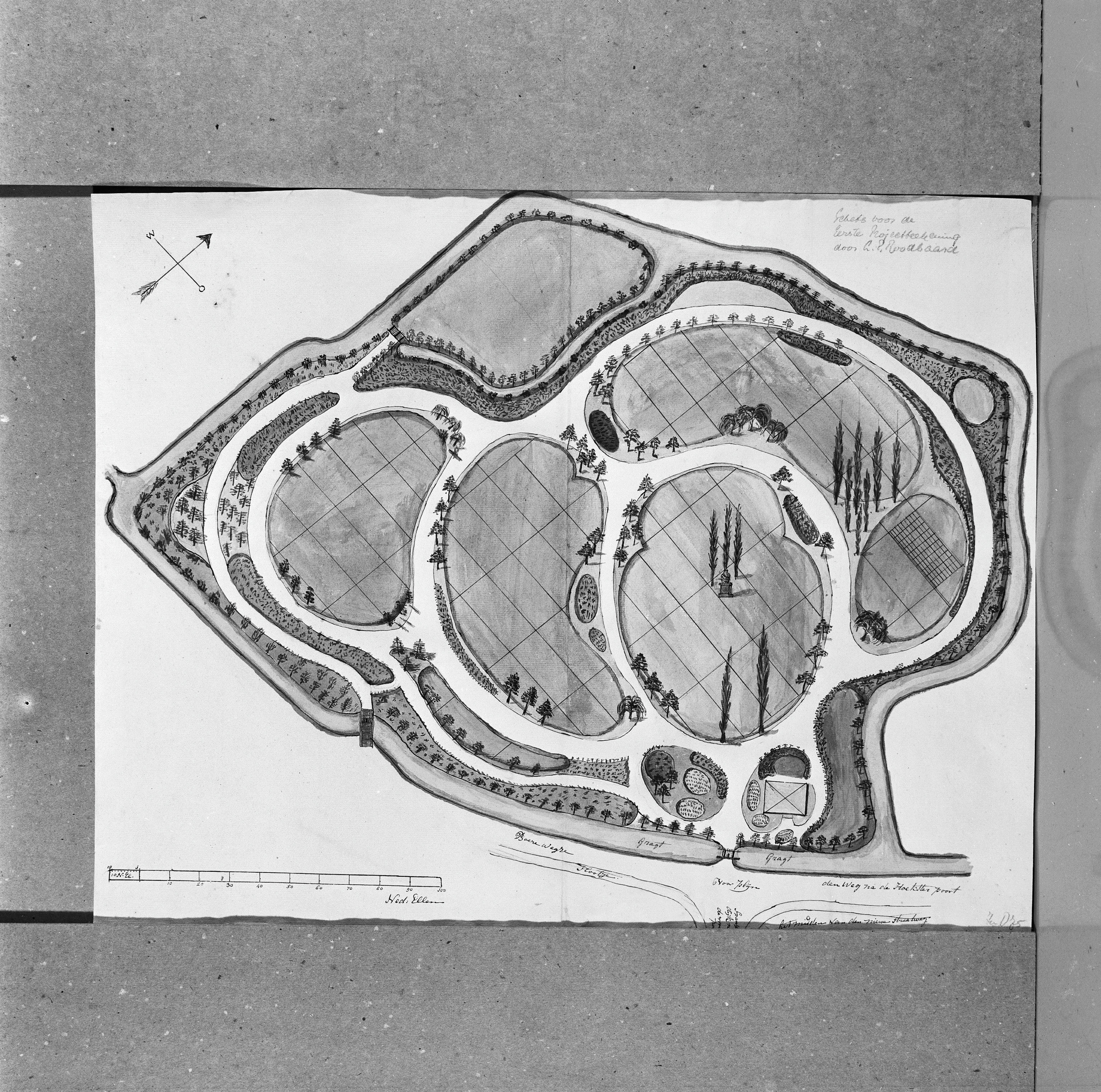
Tekening begraafplaats door Lucas Roodbaard
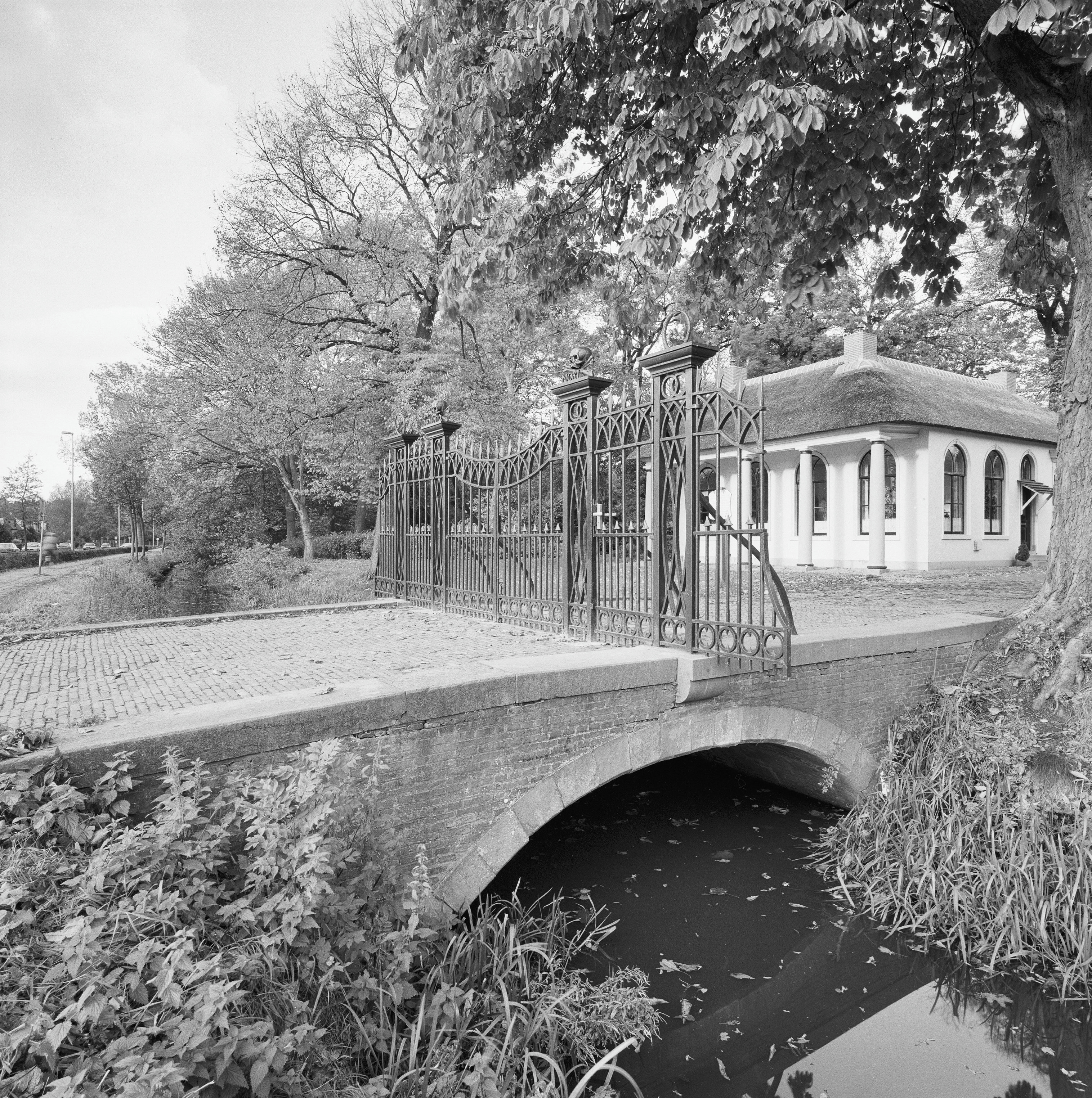
Toegangsbrug met hek. Rijksmonument 507430.
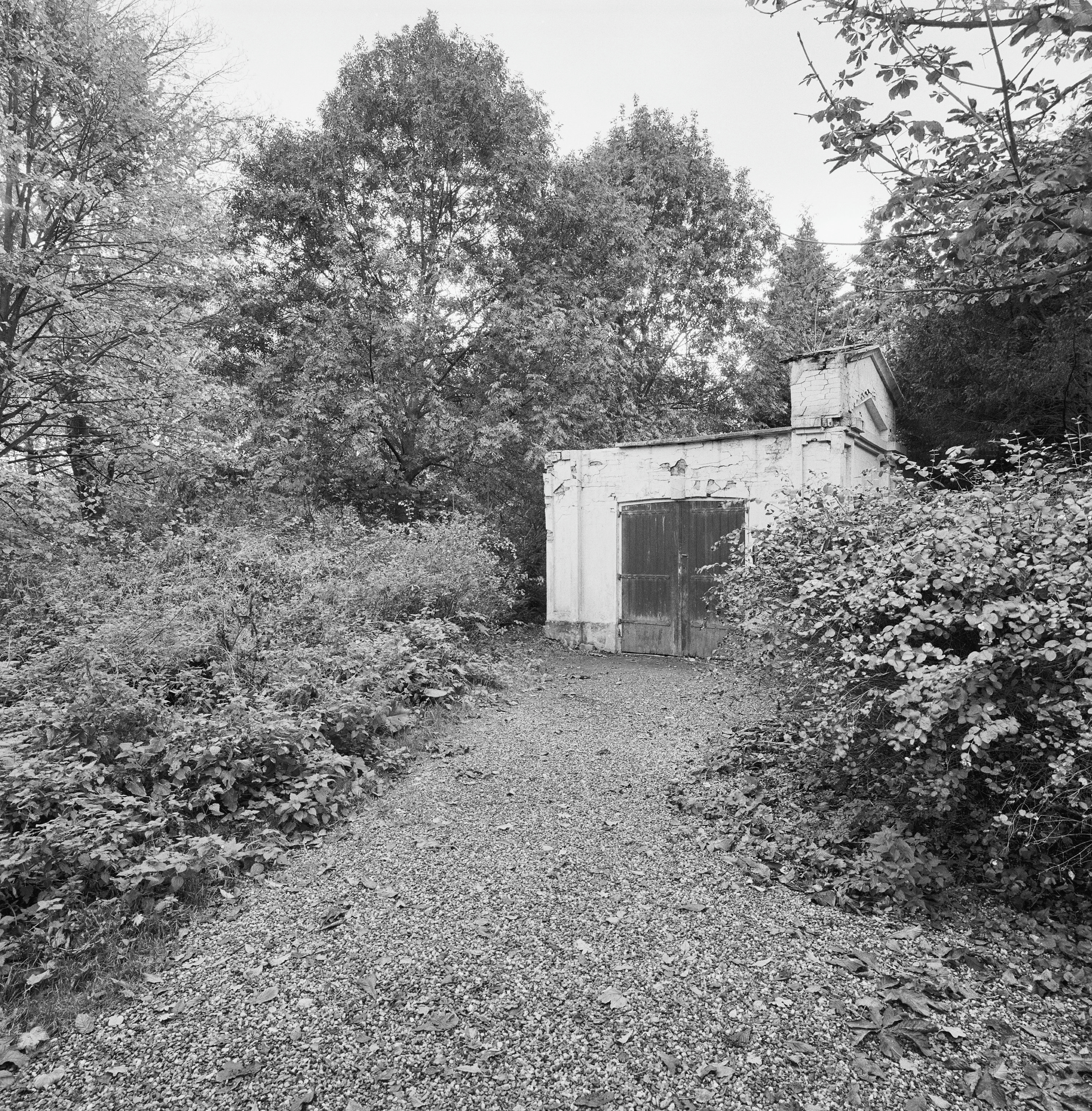
Lijken- en schijndodenhuis uit 1874 door Thomas Adrianus Romein. Rijksmonument 507434.